# Voie spinothalamique
 (août 2025).
Sa qualité peut être largement améliorée en utilisant un vocabulaire plus directement compréhensible.
 (août 2025).

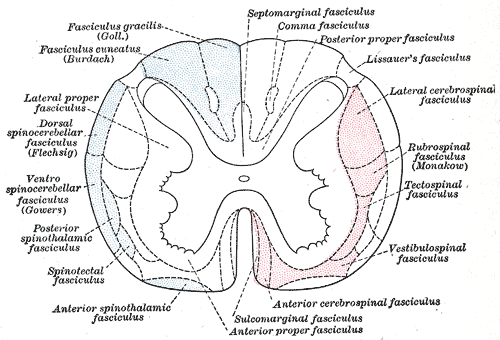
Planches d'anatomie de Gray du système nerveux, coupe transversale de la moelle épinière humaine, tractus spinothalamique humain

En neuroanatomie, la voie spinothalamique (anciennement voie extra-lemniscale, on ne parle plus de extra-lemniscal car cette voie passe par le lemnisque médian) est la voie nerveuse sensitive responsable de la sensibilité thermo-algique[Quoi ?] (faisceau néo-spinothalamique[Quoi ?]) et du tact protopathique[Quoi ?] (faisceau paléo-spinothalamique[Quoi ?]).
La lésion de la voie se traduit par une anesthésie thermo-algique et une non-reconnaissance du tact non discriminatif[Quoi ?], du côté controlatéral[Quoi ?] (du fait de la décussation) et à un niveau en dessous[pas clair].

## Structure anatomique et fonctionnelle
Le système spino-thalamique constitue une voie qui :
- part de l’apex de la corne dorsale de la moelle faisant suite aux protoneurones périphériques de la voie
- croise la ligne médiane à tous les étages de la moelle à la commissure grise en avant du canal central, les deutoneurones suivant un trajet obliquement ascendant
- constitue dans le cordon latéral opposé de la moelle puis au tronc cérébral en position latérale et antérieure, le faisceau spino-thalamique qui se termine dans les noyaux diffus non spécifiques du thalamus.
- se termine au cortex par un dernier neurone thalamo-cortical.

En fait, ce système comprend 2 contingents :
- le contingent néo-spinothalamique ou faisceau spino-thalamique dorsal/latéral est fait de fibres de petit calibre myélinisées et amyélinisées de propriété A delta et C. Il fait le relais dans le noyau latéro-ventral postérieur du thalamus, avec le système lemniscal et se termine comme lui sur les aires corticales pariétales sensitives spécifiques. Ce contingent véhicule la température et la douleur
- le contingent paléo-spinothalamique ou faisceau spino-thalamique ventral est fait de fibres de petit calibre myélinisées et amyélinisées de propriété A delta et C. Au cours de sa traversée du tronc cérébral, il constitue un réseau multisynaptique avec de nombreux relais, notamment dans la formation réticulaire, avant de faire un dernier relais dans les noyaux du thalamus. À partir de là, il rayonne par les derniers neurones thalamo-corticaux vers l’ensemble du cortex. Ce contingent véhicule les impressions globales extéroceptives, non discriminatives (tact protopathique).

Cette classification ne dépend pas de la zone géographique d’où proviennent les informations, mais du type d’informations.
Les systèmes lemniscal et extra-lemniscal s’opposent au plan topographique et fonctionnel.
Au plan topographique, les deux voies sont très distinctes et même éloignées au niveau de la moelle, au bulbe et au pont et ne se juxtaposent, pour cheminer de concert jusqu’au thalamus, qu’au niveau du mésencéphale.
Au plan fonctionnel, le système lemniscal a une fonction d’exploration et d’information fournissant tous les renseignements nécessaires pour agir sur le monde extérieur, alors que le système extra-lemniscal a une fonction d’alarme et de protection de l’intégrité physique.

## Sémiologie et aspects cliniques
Il résulte d’une lésion du faisceau spino-thalamique, une anesthésie douloureuse et thermique dans l’hémicorps controlatéral et sous-jacent à l’atteinte. En revanche, la sensibilité tactile, le sens de position, la pallesthésie sont conservés. Ce syndrome peut être obtenu par une cordotomie (en) antérolatérale qui est parfois pratiquée pour traiter les douleurs rebelles d’affections incurables.
L’examen des troubles sensitifs repose sur l’étude de la perception du tact élémentaire (protopathique), de la douleur et de la température.
La sensibilité tactile est explorée avec un coton, ou à la rigueur au doigt. La sensibilité à la douleur des téguments est examinée à l’aide d’une épingle. L’examinateur étudie la sensibilité douloureuse des structures profondes par la pression (tendon d’Achille).
Pour la sensibilité thermique, l’examinateur utilise des tubes contenant de l’eau chaude ou
froide : le tube froid doit être autour de 5 à 15 °C, le tube chaud aux environs de 40 à 45 °C ; des températures plus basses ou plus élevées risqueraient de provoquer une sensation douloureuse plus que thermique.
Une méthode plus simple consiste à utiliser un diapason pour la sensation de froid et un diapason réchauffé par frottement sur l’avant-bras pour le chaud. Au terme de cette analyse des sensibilités élémentaires, il est possible de préciser la topographie des troubles sensitifs, leur intensité, et leur formule qui peut être globale ou dissociée (perte des sensibilités thermique et douloureuse contrastant avec la conservation
de la sensibilité tactile par exemple).